# NGC 5648
NGC 5648 (ook: NGC 5649) is een spiraalvormig sterrenstelsel in het sterrenbeeld Ossenhoeder. Het hemelobject werd op 19 maart 1787 ontdekt door de Duits-Britse astronoom William Herschel.

## Synoniemen
- IRAS 14281+1414
- UGC 9330
- ZWG 75.59
- MCG 2-37-19
- KUG 1428+142
- PGC 51840